# كولوسس
حاسوب كولوسس كان مجموعة من الحواسيب تم تطويرها من قبل مجموعة من محللي الشفرات البريطانيين في الفترة ما بين 1943 و1945 من القرن العشرين، للمساعدة في تحليل الرموز السرية لآلة التشفير الألمانية لورينز. استخدم كولوسس صمامات ثيرميونية (الأنابيب المفرغة) لأداء العمليات البوليانية الجبرية والعمليات الحسابية. وبالتالي، يُعتبر كولوسس أول حاسوب في العالم: إلكتروني، رقمي، وقابل للبرمجة، رغم أنه تمت برمجته من خلال مفاتيح ومقابس وليس ببرنامج مخزن فيه. يُعتبر هذا الجهاز تاريخيًا، بدءًا من تصميمه وتطويره وصولًا إلى دوره الحاسم في فك شفرات الألمان خلال الحرب العالمية الثانية.
تم تصميم كولوسس من قبل مكتب البريد العام (GPO)، وقام مهندس الهاتف تومي فلاورز بإجراء بحث علمي لحل مشكلة طرحها عالم الرياضيات ماكس نيومان في مدرسة الرموز السرية والتشفير الحكومية (GCHQ حاليا) في بلتشلي بارك في بريطانيا.
استخدم العالم ألان تورنغ الاحتمالية في تحليل الرموز السرية (انظر بانبوريزموس) ، وقد أسهم في تصميم الجهاز. وفي بعض الأحيان، كانت هناك تصريحات خاطئة بأن السيد تورنغ قد قام بتصميم كولوسس للمساعدة في تحليل الشيفرات في آلة إنجما. وان الآلة التي استعملها تورنغ لمساعدته في حل شيفرة انجما كانت الآلة الالكتروميكانيكية بومب، وليست كولوسس.
النموذج الأولي، كولوسس مارك 1، تم عرض عمله في ديسمبر عام 1943م، وكان قيد الاستخدام في بلتشلي بارك في أوائل عام 1944م من القرن العشرين. وهنالك نموذج محسّن يحمل اسم كولوسس مارك 2، الذي استخدم مسجل الإزاحة ليضاعف سرعة معالجة البيانات خمس مرات أكثر، وتم تشغيله في يناير من عام 1944م من القرن العشرين، في الوقت المناسب لعملية الإنزال التي حدثت في نورماندي، فرنسا، خلال الحرب العالمية الثانية في اليوم الأول من الإنزال. وقد استُخدم عشرة حواسيب بحلول نهاية الحرب، وكان الحادي عشر جاهزًا للخدمة. واستخدام هذه الآلات في بلتشلي بارك سمح للحلفاء بالحصول على كم هائل من المعلومات الاستخباراتية العسكرية من اعتراض المراسلات اللاسلكية بين القيادة العليا للجيش الألماني (OKW) ووحداتهم وقادتهم في المناطق الأوروبية المحتلة.
ظل وجود آلات كولوسس طي الكتمان حتى منتصف سبعينيات القرن الماضي؛ حيث تم تدمير الآلات ومخطوطات بنائها مسبقًا في الستينيات كجزء من الجهود المبذولة للحفاظ على سرية المشروع. ويُعزى الفضل في تمهيد الطريق للحواسيب الإلكترونية والرقمية إلى أولئك الذين شاركوا في مشروع كولوسس خلال حياتهم. تم إعادة بناء نسخة من مارك 2 وعملها بكفاءة في عام 2008م بفضل توني سيل وبعض المتطوعين؛ وهي معروضة حاليًا في المتحف الوطني للحواسيب في بلتشلي بارك في ميلتون كينز، بريطانيا.

## الاستعمال والمنشأ
تم استخدام حواسيب كولوسس لفك تشفير البرقيات المطبوعة التي تم اعتراضها والتي كانت مشفرة باستخدام جهاز غير معروف. كشفت معلومات الاستخبارات أن الألمان أطلقوا على نظام الطابعة عن بُعد اسم "Sägefisch"، أي سمكة المنشار بالإنجليزية (Sawfish). وهذا قاد البريطانيين لتسمية خط النقل الألماني المشفر بـ "Fish" أي السمكة، والجهاز غير المعروف ورسائله المعترضة بـ "Tunny"، أي سمكة التونا (Tunafish).
قبل أن يزيد الألمان من إجراءات الأمان في عملياتهم، تمكن محللو الشيفرات البريطانيون من تحليل كيفية عمل هذه الآلة الغامضة وبنوا نموذجًا مشابهًا لها أطلقوا عليه اسم "British Tunny"، أي حاسوب توني البريطاني.
تم الاستدلال على أن الآلة الغامضة تحتوي على اثنتي عشرة عتلة وتستخدم تقنيات فيرنام للتشفير على حروف رسائلها التي تكون بصيغة 5-بت، أي شفرات ATI2 في برقياتها. أكملت الآلة عملية التشفير عن طريق مزج حروف النص الواضح مع تدفق من المفاتيح باستخدام عمليات XOR الرياضية وعمليات بوليان الحسابية لإنتاج النص المشفر.
في أغسطس من عام 1941، ارتكب العمال الألمان خطأ فادحًا، إذ قاموا بنقل نموذجين لنفس الرسالة يحتويان على وصف دقيق لحالة الآلة الغامضة. تم اعتراض هاتين الرسالتين من قبل البريطانيين في بلتشلي بارك. وتمكن العالم الموهوب جون تيلتمان من مدرسة الرموز السرية والتشفير الحكومية (GC&CS) من تحديد دفق من المفاتيح بطول حوالي 4000 حرف. ثم قام بيل توتي، عضو جديد في قسم البحث، باستخدام هذا التدفق لفهم بنية آلة لورينز المنطقية. استنتج توتي أن العتلات الاثنتي عشرة تتألف من مجموعتين من خمسة عتلات، أطلق عليهما  χ (خي) وΨ (بسي)، في حين أطلق على العتلتين المتبقيتين µ (مو) أو عتلات الماكينة "motor". كانت عتلات مجموعة "خي" تصطف بانتظام مع كل حرف مشفر، بينما كانت عتلات مجموعة "بسي" غير منتظمة وتخضع لتحكم عتلات الماكينة.
مع تدفق كافٍ من المفاتيح بشكل عشوائي، تُخفي آلة فيرنم للتشفير اللغة الاعتيادية لرسائل النص الأصلي بحيث لا يتساوى توزيع الحروف المختلفة، مما يؤدي إلى تكوين شكل محدد للتوزيع في النص المشفر. قامت آلة توني بهذه العملية بكفاءة. ومع ذلك، تمكن مفككو الشفرات من تحليل توزيع الترددات التي تنتج من عمليات التغيير الحرفي في النص المشفر بدلاً من الحروف الأصلية، حيث كان هناك انحراف عن الوحدة الذي يوفر طريقًا للنظام. تم تحقيق هذا الإنجاز من خلال عملية "التفريق"، حيث تم مقارنة كل حرف بعمليات XOR مع خليفته. بعد استسلام الألمان، صادر الحلفاء نموذجًا لماكينة توني واكتشفوا أنها كانت الماكينة الإلكتروميكانيكية لورينز SZ (Schlüsselzusatzgerät, cipher attachment) المستخدمة في التشفير.
لفك تشفير الرسائل التي تم بثها، كان يجب تنفيذ مهمتين. كانت الأولى "تفكيك العتلات"، والتي تضمنت اكتشاف نمط عمل العتلات في كامَة الماكينة. هذه الأنماط كانت مركبة في ماكينة لورينز وتم استخدامها لفترة زمنية معينة لحل مجموعة متعاقبة من الرسائل. خلال كل عملية بث، والتي تضمنت عادة أكثر من رسالة واحدة، كانت هذه الرسائل مشفرة بتركيبة معينة من بداية كل عتلة. اخترع ألان تورنغ طريقة لتفكيك العتلات، والتي عُرفت فيما بعد باسم طريقة تورنغ لتفكيك الماكينة. تم تطوير تقنيات تورنغ لاحقًا إلى ما يعرف بـ "التقنيات المستطيلة"، والتي من خلالها يمكن لكولوسس إنتاج جداول للتحليل اليدوي. احتوت حواسيب كولوسس 2 و4 و6 و7 و9 على جزء إضافي للمساعدة في هذه العملية.
أما المهمة الثانية فكانت "إعداد العتلات"، التي تضمنت إعداد وتنظيم المواقع البدائية للعتلات لكتابة رسالة محددة. يمكن القيام بهذه المهمة بمجرد معرفة اصطفاف العتلات في كامَة الماكينة. كانت هذه هي المهمة الرئيسية التي صمم كولوسس لأجلها منذ البداية. لاكتشاف الموقع البدائي لعتلات مجموعة "تشي" لإنشاء رسالة، كان كولوسس يقارن بين تدفقين من الحروف ويجمع الإحصائيات من تقييم العمليات البوليانية المبرمجة. كان هذان التدفقان عبارة عن النص المشفر، الذي يتم قراءته من شريط بسرعة عالية، ودفق المفاتيح، الذي تم إنشاؤه لمحاكاة الماكينة الألمانية الغامضة. بعد تشغيل كولوسس عدة مرات لاكتشاف تتابع يشبه تتابع عتلات "تشي"، تم فحص هذا التتابع من خلال مراقبة توزيع تردد الحروف في النص المشفر الذي تتم معالجته. كان كولوسس ينتج إعدادات لهذه الترددات.

## عملية فك التشفير
من خلال التغاير ومعرفة ان عتلات المجموعة الثانية أي بسي لم تتطور مع تطور الحروف، قام تووتي بأثبات عن طريق تجربة استخدام نبضتين مختلفتين من تدفق عتلات التشي ضد النص المشفر المتغاير لإنتاج احصائيات والتي كانت غير عشوائية (منتظمة). واصبح هذا الاثبات معروفًا ب«قانون توتي للتداخل 1+2» والتي تتضمن حساب العمليات البوليانية التالية:
{\displaystyle \Delta Z_{1}\oplus \Delta Z_{2}\oplus \Delta \chi _{1}\oplus \Delta \chi _{2}=\bullet }
وحساب عدد المرات التي صفر بها الحاسوب التي اعطى إشارة بانها «خاطئة»(صفر). إذا تجاوز الرقم  قيمة البداية المتوقعة والمعروفة بانها «تعيين المجموع»، اذ ما تمت هذه العملية سوف يتم طبع النص. وسوف يقوم المختص بالتشفير بمعاينة النص لتحديد أي المواقع الوهمية التي تأتي في البداية والتي تكون أكثر احتمالا بان تكون هيه المواقع الرئيسة لعتلات المجموعتين تشي1 وتشي2 في الماكينة.
هذه التقنية (الاسلوب) سيتم تطبيقه لاحقًا للأجزاء الأخرى من، أو الافراد للنبضات لتحديد المواقع البدائية المحتملة للمجاميع الخمسة لعتلات المجموعة تشي. وعلى هذا الاساس،  يمكن الحصول على المجموعة دي-تشي، من خلال مكونات المجموعة بسي والتي من الممكن ازالتها من خلال طرق يدوية. وإذا كان توزيع تردد الحروف في مجموعة دي-تشي موجودًا في نسخه النص المشفر ويكون خاضعًا لعدة قيود، سوف يتم اعتبار عملية«اعداد العتلات» في المجموعة تشي تامً، وسيتم تمرير اعداد الرسالة واعداد المجموعة دي-تشي إلى مرحلة «الاختبار». وهذا كان عمل القسم الموجود في بلتشلي بارك والذي تمت قيادته من قبل الرائد رالف تيستير حيث كان يتم مجمل عمل التشفير في هذا القسم ان ذاك وبطرق يدوية ولغوية.
كان باستطاعة كولوسس ان يوصل المواقع البدائية لمجموعة بسي والعتلات الرئيسة للماكينة، ولكن لم يتم تطبيق هذه العملية حتى الأشهر الاخيرة من الحرب، عندما كان هنالك عدد كافي من حواسيب كولوسس وانخفاض اعداد رسائل توني.     